# Fulata Moyo
 (mai 2023).
Fulata Lusungu Mbano Moyo est une théologienne systématique et féministe malawienne qui défend la justice de genre.

## Première vie et éducation
Fulata Mbano est née dans le nord du Malawi, parmi les Ngoni du district de Mzimba. Son arrière-grand-père, Songea, est un chef guerrier. Son nom, Fulata, signifie qu'elle est née les pieds devant. Son père fonde sa propre Église après avoir été refusé dans les principales Églises en raison de sa polygamie.
Fulata Moyo est une survivante d'abus sexuels dans l'enfance,. Elle grandit dans un petit village appelé Engcongolweni Lazaro Jere et va à l'école dans la ville la plus proche, Ekwendeni. Elle fréquente un lycée catholique romain, Marymount Girls Secondary School, avant de poursuivre ses études en éducation à l'Université du Malawi, Chancellor College.
Fulata Moyo obtient une maîtrise en pensée chrétienne, théologie systématique et féministe de l'Université du Zimbabwe en 1993,. En 2009, elle obtient un doctorat de l'École de religion et de théologie de l'Université du KwaZulu-Natal en Afrique du Sud, avec un accent sur l'éthique, le genre et la religion,. Elle est aussi chercheuse au Centre de recherche interdisciplinaire de l'Université de Yale, concernant le SIDA. Elle suit une formation de médiatrice et étudie la logothérapie de Viktor Frankl.

## Carrière
Fulata Moyo est assistante d'enseignement à l'École de religion et de théologie de l'Université du KwaZulu-Natal, puis membre de la faculté de l'Université du Malawi au Département de théologie et d'études religieuses. Elle participe à la campagne Tamar, qui visait à lutter contre la violence contre les femmes et les enfants en utilisant l'étude contextuelle de la Bible. Elle a entrepris des recherches ethnographiques au Malawi, espérant que le système matrilinéaire « se traduirait par une sorte de matriarcat », mais est déçue par l'omniprésence du patriarcat due au christianisme. Pendant cette période, le Malawi a connu un pic de l'épidémie de VIH/sida, qui a également influencé ses recherches sur le genre et la justice sexuelle. Elle a demandé l'ordination dans l'Église presbytérienne mais a été « silencieusement refusée ».
Fulata Moyo travaille pour le Conseil œcuménique des Églises en tant que responsable du programme pour les femmes dans l'Église et la société de 2007 à 2019. Elle est basée à Genève et supervise le projet « Une communauté juste de femmes et d'hommes ». Elle encourage les Églises à adopter la campagne « Jeudis en noir » contre le viol et la violence, inspirée par les mères des disparus en Argentine qui ont manifesté sur la Plaza de Mayo le jeudi, et les femmes en noir en Israël.
Pour l'année universitaire 2016-2017, Fulata Moyo est conférencière invitée sur les études féminines et les religions africaines à la Harvard Divinity School, où elle a développé une éthique de soins pour aider les communautés religieuses à répondre aux femmes qui avaient survécu au trafic sexuel. Elle a également travaillé avec Elisabeth Schüssler Fiorenza sur l'herméneutique féministe. En 2018, elle est nommée membre d'un groupe d'experts indépendants chargé d'examiner les politiques et processus de l'ONUSIDA pour lutter contre le harcèlement et le prévenir.
En 2020, Fulata Moyo fonde « Stream », une ONG enregistrée aux États-Unis qui soutient et encadre les survivants du trafic sexuel.
Fulata Moyo est membre du Cercle des femmes théologiennes africaines, d'abord à Nairobi, puis dans le groupe du Malawi, et secrétaire du Conseil des études théologiques en 1996. Elle en est la coordinatrice générale de 2007 à 2013. Elle est également membre de Community Voices in Peace and Pluralism in Africa et du conseil d'administration de Life and Peace Institute en Suède,. Elle est vice-présidente du conseil d'administration d'AfriAus iLEAC.

### Écriture
Fulata Moyo a écrit plus de 29 publications en cinq langues. Ses écrits traitent principalement des influences religieuses et culturelles sur la construction du genre et la sexualité des femmes. Elle soutient que les écritures religieuses doivent être interprétées dans le contexte des expériences des femmes, ce qui contribuera à sensibiliser aux problèmes qui déshumanisent les femmes.
Fulata Moyo a contribué à AfricaPraying : un manuel sur les directives de sermon et la liturgie sensibles au VIH-SIDA, publié en 2003. Elle a co-édité Women Writing Africa: Eastern African Region, publié par Feminist Press en 2007. Elle est rédactrice invitée de la Revue œcuménique en 2012 et de la Revue internationale de la mission en 2015.

## Publications sélectionnées

### Articles de journaux
- Banda et Moyo, « The role of the Church in combating HIV/AIDS in Malawi: challenges and prospects », Journal of Constructive Theology, vol. 7,‎ 2001, p. 45–61
- Moyo, « Religion, spirituality and being a woman in Africa: gender construction within the African religio-cultural experiences », Agenda: Empowering Women for Gender Equity, vol. 61, no 61,‎ 2004, p. 72–78 (JSTOR 4066604, lire en ligne)
- Moyo, « Sex, gender, power and HIV/AIDS in Malawi: threats and challenges to women being Church », Journal of Constructive Theology, vol. 10,‎ 2004, p. 85–102
- Moyo, « Can Divorce be a Solution to Marital Problems in a Christian Marriage? », The Ecumenical Review, vol. 56,‎ 2004, p. 437–447 (DOI 10.1111/j.1758-6623.2004.tb00530.x, lire en ligne)
- Moyo, « The red beads and white beads: Malawian women's sexual empowerment in the HIV and AIDS era », Journal of Constructive Theology, vol. 11,‎ 2005, p. 53–66
- Moyo, « We Demand Bread and Roses When We are Hired: Gender Justice in Workplaces: A Feminist Ethical Perspective », The Ecumenical Review, vol. 64,‎ 2012, p. 254–266 (DOI 10.1111/j.1758-6623.2012.00172.x)
- Moyo, « "Traffic Violations": Hospitality, Foreignness, and Exploitation: A Contextual Biblical Study of Ruth », Journal of Feminist Studies in Religion, vol. 32,‎ 2016, p. 83–94 (DOI 10.2979/jfemistudreli.32.2.07, JSTOR 10.2979/jfemistudreli.32.2.07, S2CID 152203277, lire en ligne)
- Moyo, « Healing Together: Mission as a Journey of Healing Traumatic Memories », International Review of Mission, vol. 109, no 1,‎ 2020, p. 5–14 (DOI 10.1111/irom.12305, S2CID 219493390, lire en ligne)

### Chapitres de livre
- Fulata Lusungu Moyo, Her-stories : hidden histories of women of faith in Africa, Cluster Publications, 2002 (OCLC 50682475, lire en ligne), « Singing and dancing women's liberation: my story of faith »
- Fulata Lusungu Moyo, African Women, Religion, and Health: Essays in Honor of Mercy Amba Ewudziwa Oduyoye, Wipf and Stock, 2012, 243–256 p., « Navigating Healing: A Narrative Theology of Eschatological Hopes Healing »
- Moyo, Fulata Lusungu (2017). "'Ukugqiba inkaba'—Burying the Umbilical Cord: An African Indigenous Ecofeminist Perspective on Incarnation". In Grace Ji-Sun Kim; Hilda P. Koster (eds.). Planetary Solidarity: Global Women's Voices on Christian Doctrine and Climate Justice. Fortress Press. pp. 179–192.
- Fulata Lusungu Moyo, Church, Law and Political Transition in Malawi 1992-1994, African Books Collective, 2020, 133–146 p., « Church and Politics: The Case of Livingstonia Synod »
- Fulata Lusungu Moyo, That all may live!: essays in honour of Nyambura J. Njoroge, University of Bamberg Press, 2021, 47–57 p. (ISBN 9783863098117, lire en ligne), « Called to Lament Injustice and Prophesy Equality, Justice, Peace and Healing for all »

## Vie privée
Fulata Moyo est mariée à Solomon Moyo jusqu'à sa mort d'un cancer du foie en 1999. Elle a écrit sur son expérience de pardonner son infidélité.